# Ганей-Тиква (баскетбольный клуб)
Баскетбольный клуб «Ганей-Тиква» (ивр. מועדון כדורסל גני תקווה‎) — израильский баскетбольный клуб, в сезоне 2011/12 выступавшая в Суперлиге баскетбольного чемпионата Израиля. Команда была основана в 1991 году и базируется в городе Ганей-Тиква. В сезонах 2011/21 годов эта команда была объединением команд «Маккаби» (Гиват-Шмуэль), «Маккаби» (Кирьят-Оно) и «Маккаби Ирони» (Ганей-Тиква). С 2012 года выступает в «Лига-Алеф» под названием «Баскетбольный клуб Ганей-Тиква».

## История

### «Маккаби» (Гиват-Шмуэль)
Команда «Маккаби» (Гиват-Шмуэль) была сформирована в начале 90-х годов. В сезоне 1995/96 команда вышла в высший дивизион чемпионата Израиля, заняв второе место в Национальной лиге Б. После трех сезонов в Суперлиге команда вылетела во второй дивизион, но уже после одного сезона вернулась в Суперлигу.
В сезоне 2002/03 команда дошла до финала Кубка Израиля, где проиграла «Маккаби» (Тель-Авив) со счётом 96-83. В том же сезоне команда дошла до полуфинальных игр плей-офф в чемпионате. Перед началом сезона 2003/4 клуб объединился с командой «Маккаби» (Петах-Тиква).
Закончив сезон 2006/7 на последнем месте в Суперлиге, команда провела один год в Национальной лиге, которую выиграла, вернувшись в высший дивизион.

### Объединение
После нескольких лет колебаний, нового спуска во второй дивизион после неудачного сезона 2008/9 и уменьшения финансирования со стороны муниципалитета Гиват-Шмуэля было решено объединить «Маккаби» (Гиват-Шмуэль), «Маккаби» (Ганей-Тиква) и «Маккаби» (Кирьят-Оно) в одну команду, которая играет с сезона 2009/10 под названием Баскетбольного Клуба «Маккаби ха-Бикаа». Команде был предоставлен новый спортивный зал «Лидер» в Ганей-Тиква, где она проводила домашние матчи.
В сезоне 2009/10 как мужская, так и женская команда «Маккаби ха-Бикаа» выиграли турниры чемпионата Израиля во втором дивизионе и получили право выступать на следующий год в высших лигах. Несмотря на выигрыш в Национальной лиге, руководство клуба приняло решение отказаться от перехода в Суперлигу в следующем сезоне.
В сезоне 2010/11 мужская команда «Маккаби ха-Бикаа» выиграла чемпионат Израиля в Национальной лиге и обеспечила себе на следующий год место в Суперлиге чемпионата Израиля.

### Разъединение
В июле 2012 года объединение команд было демонтировано из-за финансовых проблем у владельца команды Ицхака Хершковича. С этого момента команды выступает в «Лига-Алеф» под названием «Баскетбольный клуб Ганей-Тиква».

## Известные игроки
- Тимоти Бауэрс
- Моше Бренер — лучший бомбардир за историю клуба (2247 очков)
- Шарль Минлен — лучший бомбардир и MVP клуба в рекордном сезоне 2002/3
- / Деон Томас

## Известные Тренеры
- Эфи Биренбойм
- Ариэль Бейт-Халахми
- Зив Эрез
- Офер Беркович